# Radiant (CMS)
Radiant ist ein freies Content-Management-System zur (gemeinschaftlichen) Erstellung von Webseiten, das auf dem Web-Framework Ruby On Rails basiert. Seit Januar 2007 existiert ein Port nach PHP.
Die Benutzerschnittstelle beinhaltet drei Kernkomponenten: Pages, Snippets und Layouts. Pages (Webseiten) beherbergen den Inhalt, der veröffentlicht werden soll, und können aus verschiedenen Teilen bestehen, wie zum Beispiel einer Seitenleiste. Inhalt, der an verschiedenen Orten angezeigt werden soll, kann als Snippet (Schnipsel) gespeichert werden. Layouts bestimmen den genauen Aufbau einer Webseite.
Zu den weiteren Möglichkeiten von Radiant gehört außerdem eine eigene Makro-Sprache, die Radius Template Language, mit der man beispielsweise Inhalte in eine Webseite einbetten oder Inhalte bedingungsabhängig anzeigen lassen kann.